# Jean-Pierre Dantan
Jean-Pierre Dantan (* 28. Dezember 1800 in Paris; † 6. September 1869 in Baden-Baden) war ein französischer Bildhauer und Karikaturist.
Jean-Pierre Dantan, auch Dantan jeune (Dantan der Jüngere) genannt, ergriff wie sein Bruder Antoine Laurent Dantan den Beruf des Bildhauers. Sie erlernten ihr Handwerk bei ihrem Vater, einem Zierholzschnitzer. Beide Brüder besuchten die École des Beaux-Arts in Paris und wurden dort von François Joseph Bosio in klassischer Bildhauerei unterrichtet. Aber schon mit einem seiner ersten Werke, der Statuette des körperbehinderten Malers Louis Joseph César Ducornet, erregte Jean-Pierre durch ungewohnt realistische Ausdruckskraft Aufsehen. Später perfektionierte er die Kunst, Menschen durch ihre hervorstechenden Merkmale charakteristisch darzustellen, indem er Hunderte von kleinen karikaturistischen Büsten (20 bis 60 Zentimeter) anfertigte. Er verkaufte sie in seinem „Dantan Museum“, einem Raum in der überdachten Passage des Panoramas (einer berühmten Ladenpassage im II. Pariser Arrondissement).
Unter den Porträtierten befinden sich viele berühmte Persönlichkeiten seiner Zeit, so etwa die Politiker Charles-Maurice de Talleyrand-Périgord und König Louis-Philippe I., die Musiker Ludwig van Beethoven, Niccolò Paganini und Franz Liszt sowie die Dichter Victor Hugo und Honoré de Balzac. Ihre und unzählige andere Büsten finden sich heute in vielen Museen der Welt, vor allem aber im Pariser Musée Carnavalet.